# Pterophthinus
Pterophthinus là một chi bọ cánh cứng trong họ Chrysomelidae.
Chi này được miêu tả khoa học năm 1963 bởi Gressitt & Kimoto.

## Các loài
Chi này gồm các loài:
- Pterophthinus viridipennis (Gressitt & Kimoto, 1963)